# MOO
Een MOO (MUD-objectgeoriënteerd) is een online, op tekst gebaseerde virtuele wereld waartoe meerdere bezoekers (spelers) tegelijkertijd toegang hebben en die oorspronkelijk te bezoeken was met een telnet-client. Later kwamen hier MOO-clients bij.
Met de huidige ontwikkelingen is het ook mogelijk om een MOO via de browser te benaderen. Hiervoor wordt gebruikgemaakt van Java (Java-telnet) of Ajax. Bijkomend voordeel is dat dit platform-onafhankelijk is.